# Estela del templo Yongning

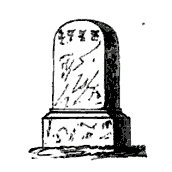
Vista de la estela del templo Yongning de 1413. The Russians on the Amur (1861) de Ernst Georg Ravenstein (1834–1913).

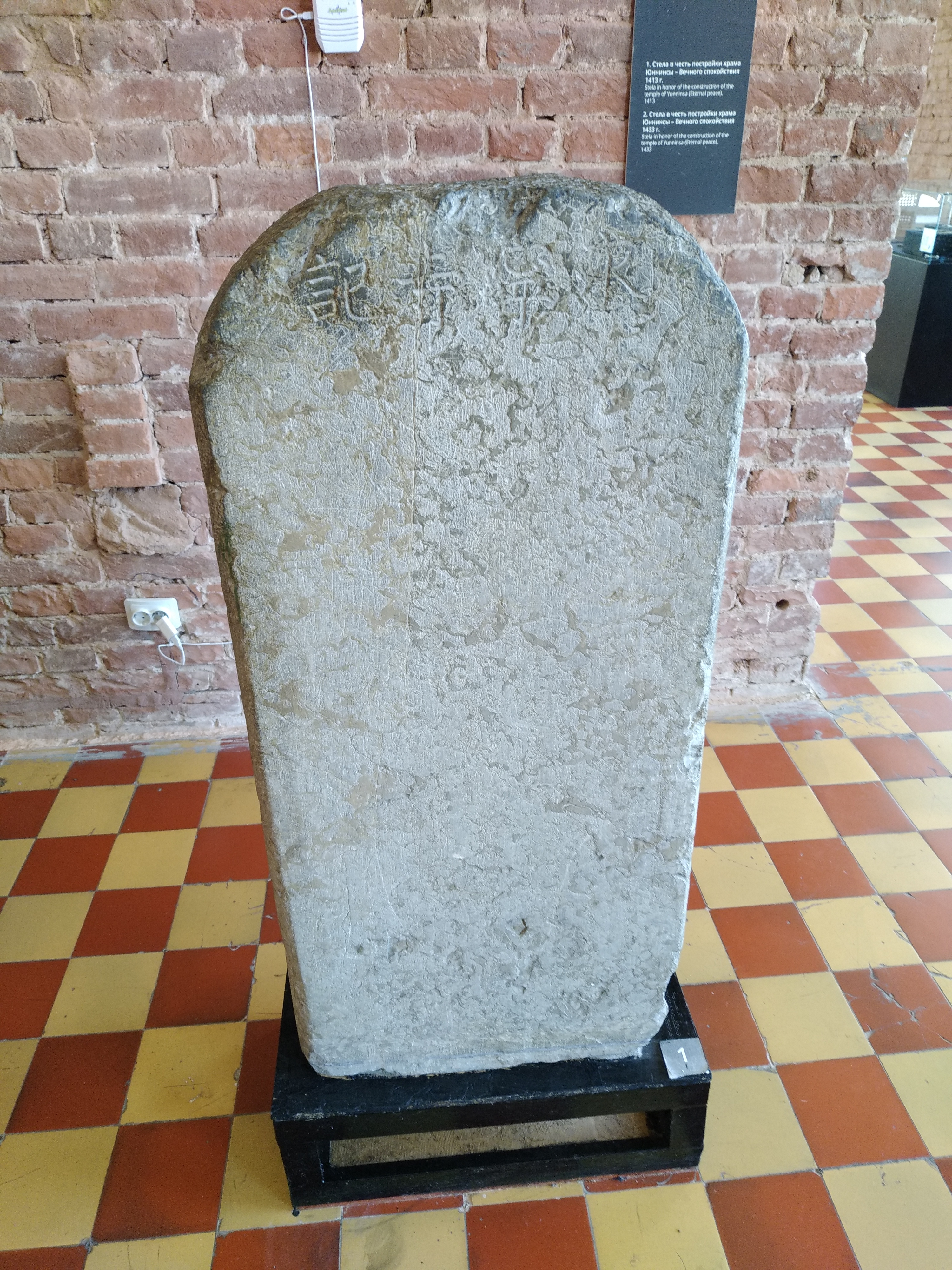
Estela del templo Yongning.

La estela del templo Yongning (en chino: 永寧寺碑) es una estela erigida por la dinastía china Ming en 1413 con una inscripción trilingüe para conmemorar la fundación del templo Yongning (永寧寺) en el puesto avanzado de Nurgan, cerca de la desembocadura del río Amur, por el eunuco Yishiha. El templo se encuentra en la aldea de Tyr, cerca de Nikoláyevsk del Amur, en Rusia. 
Esta estela es famosa tanto por ser el último ejemplo conocido de una inscripción monumental en escritura yurchen, como por la inscripción del mantra budista Om mani padme hum en cuatro escrituras diferentes en sus lados. En 1433 se erigió una estela con una inscripción monolingüe en chino, conmemorativa de la reparación del templo por Yishiha. Ambos monumentos se conservan actualmente en el Museo Arsenyev de Vladivostok.

## Antecedentes
El gobierno Ming bajo el emperador Yongle (reinó 1402-1424) intentó expandir su influencia en el extremo norte y defenderse de los mongoles estableciendo un sistema de guardias y puestos avanzados en el territorio de los yurchen de Haixi y Jianzhou en la península de Liaodong y el área de la moderna provincia de Jilin, dando cargos oficiales a los líderes yurchen locales a cambio de su lealtad. En 1409 se estableció la Comisión Militar Regional de Nurgan, que abarcaba la región del bajo río Amur y la isla de Sajalín, pero esta región estaba bajo el control de los "yurchens salvajes", que realizaban incursiones en los puestos avanzados chinos. En 1412, en respuesta a estas incursiones, el emperador Yongle ordenó al eunuco Yishiha, un yurchen haixi de origen, que dirigiera una expedición para pacificar la región. Al año siguiente, Yishiha partió con una flota de veinticinco barcos y mil soldados, además de arquitectos y artesanos. Navegó por el río Sungari y se adentró en el Amur, llegando a un lugar que los chinos llamaron Telin (特林, la actual Tyr), donde permaneció casi un año. Cerca de un acantilado con vistas al río Amur construyó un templo budista llamado "Templo de la Eterna Tranquilidad" (Templo Yongning).
En respuesta a la destrucción de esculturas budistas por los chamanes locales, Yishiha realizó nuevas expediciones a la región de Nurgan en la década de 1420, y en 1432-1433 hizo una última expedición con 50 barcos y 2.000 soldados para investir a un jefe yurchen como nuevo comisario militar de Nurgan. Como el templo que había fundado veinte años antes había sido destruido, Yishiha construyó un nuevo templo Yongning, situado a poca distancia de su predecesor, con vistas al río Amur. En 1435, el gobierno Ming abandonó su presencia militar en la región y disolvió la Comisión Militar Regional de Nurgan.

## La estela de 1413
La estela de 1413 se erigió en el templo Yongning para conmemorar su construcción por Yishiha. La estela tiene unas dimensiones de 179 × 83 × 42 cm, y lleva en el anverso una inscripción en chino que ensalza al emperador Yongle y relata la expedición de Yishiha. En el reverso de la estela hay versiones abreviadas de la inscripción china escritas en mongol y yurchen. En un lado de la estela, el mantra budista Om mani padme hum está grabado verticalmente en cuatro escrituras diferentes:
- China
- Yurchen
- Mongol
- Tibetano

Esta estela es el último ejemplo conocido de una inscripción en escritura yurchen. El primer registro de esta estela fue probablemente en un libro publicado en 1639 por un erudito chino llamado Yang Bin, pero un calco de la inscripción real no se publicó hasta 1887, después de que un oficial Qing llamado Cao Tingjie realizara un viaje a lo largo del río Amur en 1885. La estela se trasladó al Museo de Vladivostok en 1904.

## La estela de 1433
La estela de 1433 se erigió en conmemoración de la reconstrucción del templo Yongning por Yishiha en 1433. Tiene una única inscripción monolingüe en chino.